# Ricardo Szwarcer
Ricardo Szwarcer (Buenos Aires, 1948) ha sigut el director del Festival Grec de Barcelona entre 2007 i 2011. Està graduat a l'Escola Superior de Comerç Carlos Pellegrini i en Economia Política a la Universitat Buenos Aires. Ha estat director del Teatre Colón de la capital argentina entre 1986 i 1989 i de l'Òpera de Lilla entre 1991 i 1999. Com a productor executiu ha participat en els muntatges de Fidelio de Beethoven, dirigida per Lorin Maazel i portada a escena per Georges Lavaudant, el Rèquiem de Verdi dirigit per Mstislav Rostropóvitx o Lady Macbeth de Mtsensk de Xostakóvitx dirigit per també Rostropóvitx, entre d'altres. Com a consultor internacional cal destacar els seus treballs al Festival de les Arts de Barcelona o al Festival de Salzburg.